# Silvino de Auchy
Silvino, también conocido como san Silvino (Toulouse, segunda mitad del s. VII - Morinnie, Artois, 17 de febrero del 717), fue un religioso occitano activo en la región de Thérouanne (actualmente en el departamento de Paso de Calais). Es venerado como santo por la Iglesia Católica. Ocasionalmente es confundido, sin fundamento, con el obispo Silvio de Tolosa del siglo IV. Su conmemoración tiene lugar el 17 de febrero.

## Biografía
Silvino nació en Toulouse, en una familia noble originaria del norte de Francia. Sus padres intentaron casarlo con una joven de su misma condición, pero abandonó a su prometida, su familia y su ciudad para dedicar su vida a la religión y hacer varias peregrinaciones incluyendo una a Tierra Santa. 

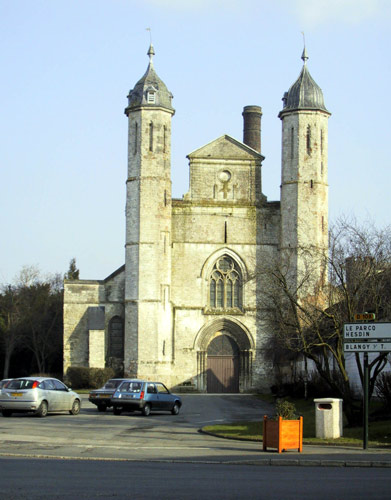
Abadía de Auchy, fundada por Silvino

Al regresar, fue a Roma, donde fue consagrado obispo regionario con el deseo de predicar la fe en lugar lejanos donde la fe no aún no hubiera sido establecida o anunciada. Evangelizó la región del Condado de Thérouanne, actualmente en el departamento de Paso de Calais. Al final de sus días se retiró a Artois, donde tenía tierras y de donde procedía su familia, haciendo construir allí dos iglesias próximas al monasterio de monjas benedictines de Auchy, que él mismo había fundado. 
Falleció el 17 de febrero del 717 y fue enterrado por los monjes de Saint-Riquier; Siquerda, abadesa de Auchy-las-Moines, hizo erigir un soberbio mausoleo en el lugar donde fue sepultado. 
Venerado como santo, su festividad litúrgica es el 17 de febrero. Sus reliquias estaban en la iglesia de San Bertín, en el municipio de Saint-Omer.